# Peperomia estrellana
Peperomia estrellana är en pepparväxtart som beskrevs av William Trelease. Peperomia estrellana ingår i släktet peperomior, och familjen pepparväxter. Inga underarter finns listade i Catalogue of Life.